# Новокрасное (Окнянский район)
Новокрасное (укр. Новокрасне) — село, относится к Подольскому району Одесской области Украины.
Население по переписи 2001 года составляло 344 человека. Почтовый индекс — 67920. Телефонный код — 4861. Занимает площадь 1,43 км². Код КОАТУУ — 5123184902.

## Местный совет
67920, Одесская обл., Подольский р-н, с. Федосеевка